# 耶书亚 (名字)
耶書亞（希伯來語：希伯來語：/Yēšûă 或；英語等欧洲語言稱為「Yeshua」）是在猶太第二聖殿時期希伯來語的常用名字之一，一些学者和宗教群体認為是希伯來語或亞拉姆語中耶穌的名字。其希伯來語原意為「拯救」或「解救」。在現代希伯來語中，實際上耶書（Yeshu，希伯來語ישו）和耶書亞（Yeshua，希伯來語ישוע）是耶穌的通用書写方式。

## 外部連結
- A different view of the name Yeshua
- Etymology of the name "Jesus"

## 参見
- 耶書亞
- 耶書
- 耶穌

1. ↑  . Hendrickson Publishers. 1996. ISBN 1-56563-206-0.